# 565. Volksgrenadier-Division
La 565. Volksgrenadier-Division fu un'unità dell'esercito tedesco attiva durante la seconda guerra mondiale, dall'agosto al settembre 1944.

## Storia
La divisione fu costituita il 26 agosto 1944, nell'area di addestramento militare di Milowitz dalla Schatten-Division Mähren e dai resti della 78. Sturm-Division. Venne impiegata per la realizzazione della 246. Volksgrenadier-Division il 15 settembre 1944.

## Ordine di battaglia
- Grenadier-Regiment 1153
- Grenadier-Regiment 1154
- Grenadier-Regiment 1155
- Artillerie-Regiment 1565
- Divisionseinheiten 1565[1]

## Comandanti
- Oberst Gerhard Wilck (26 agosto 1944 - 15 settembre 1944)[1]